# Idioma cañari
El idioma cañari o cañar es una lengua indígena extinta que se habló en las provincias de Cañar, Azuay y en el sur de Chimborazo (Alausí), es decir en el centro y sur del Ecuador.

## Aspectos históricos, sociales y culturales

### Historia
Los cañari desempeñaron un papel muy importante en la historia del Imperio incaico. Después de haber sido conquistados, los incas reconstruyeron la ciudad principal de Tomebamba (Cuenca), que había sido destruida durante durante la invasión de Tupac Yupanqui, y dónde nacería el futuro inca Huayna Capac.
Aliados a los incas, tropas de origen cañari llevaban a cabo tareas policiales y misiones especiales, aun durante el periodo del imperio español en América, de los cuales también fueron aliados.

### Uso y distribución
La lengua se usó en lo que actualmente son las provincias de Cañar, Azuay y Chimborazo. De acuerdo con las Relaciones geográficas de Indias, también se usó en Saraguro al norte de la provincia de Loja, aunque los saraguros eran enemigos de los cañaris del norte. Las localidades principales eran Cuenca, Azogues y Cañar.

## Clasificación
Si bien se conocen muy pocas cosas de la lengua cañar las pocas evidencias apuntan a que compartía algunos sufijos toponómicos con el puruhá hablado un poco más al norte y la estructura fonológica de algunas palabras también apuntan que compartía con el puruhá características diferentes del resto del lenguas de la región (ocurrencia de oclusivas sonoras a principio de palabra, existencia de /ž/, terminaciones -pala, -pud, -bug, -shi). Por esa razón se considera que las coincidencias son el reflejo de que muy probablemente estas lenguas estaban emparentadas.

## Descripción lingüística
El puruhá es una lengua mal conocida, la principal información procede de antropónimos (apellidos familiares) y topónimos. La influencia del quechua fue especialmente importante en la provincia de Cañar, sin embargo, el cañar siguió siendo usado por algún tiempo más durante la época de la colonia hasta que fue reemplazado por el quechua. 
La toponimia cañar es altamente característica y más fácil de reconocer que la del puruhá. Algunas terminaciones  -pala, -pud, -bug, -shi son comunes a las dos lenguas. Además en las Relaciones geográficas de Indias se dan algunas indicaciones del significado de apellidos y topónimos de origen cañar. Por ejemplo, Leoquina se traduce como 'serpiente en un lago', Paute como 'piedra', Peleusi (o Pueleusi) como 'campo amarillo', Pueçar como 'escoba'. El río Jubones se llamaba Tamalaycha o Tanmalanecha 'río que engulle indios'.
Una aclaración particularmente interesante es que el llano en que se encuentra Cuenca se llamó Guapdondelic 'gran llano que se parece al cielo'. Esta explicación permite interpretar un gran número de topónimos como Bayandeleg, Chordeleg, donde -deleg parece significar 'llano grande'. Otros topónimos contienen el morfema -del (e.g. Bayandel), que podría tener un significado relacionado. La terminación más recurrente en topónimos es -cay, que se ha interpretado como 'agua' o 'río', ya que aparece en numerosos hidrónimos como  Saucay o el río Yanuncay.
Otros ejemplos de topónimos cañaris son los acabados en -copte (Chorocopte), -huiña (Catahuiña), -turo (Molleturo), -zhuma (Guagualzhuma) y -zol (Capzol). En la región cañar, además de los topónimos cañaris originales también hay abundante toponimia de origen quechua, como los que tienen la terminación -pamba 'llano' que superan en número a los terminados en -deleg que tendría el mismo significado en cañar.

## Prefijos y sufijos
Los principales sufijos y prefijos en el Cañari son:
- Kay: ajuscay, alacay, arrancay, aucay, ayancay, ayauncay, ayuscay, babillcay, babuncay, bachucay, balincay, bibilcay, bisircay, bucay, builcay, bullcay, buncay, burgay, cabuncay, cabtacay, cabuncay, camancay, cancay, caucay, casacay, cashicay, caucay, cerracay, cililcay, cochancay, curquinchicay, curuncay, cusicay, cutilcay, chagualcay, chalacay, chalcay, chancay, charcaym chicticay, chilicay, chullcay, churcay, ganacay, guapllincay, guaguacay, gualalcay, gualmincay, guallancay, cuamuncay, guancay, cuaymincay, gullancay, guncay, gupancay, guiquicay, guischay, guscay, gussucay, gutacay, iluncay, jacay, jazhacay, jacay, lacay, licay, lincay, llamacay, maguarcay, morocay, maluncay, nancay, nocay, palcay, paucay, perruncay, picay, pucay, purcay, pirincay, putucay, raucay, riscay, rucay, sacay saucay, sidcay, surucay, tabacay, tamuscay, tausacay, tilcay, tircay, tulacay, tuncay, yanacay, yanuncay, yumacay, zhurcay, zhucay.
- Copte: casacopte, chorocopte, choracopte, cosacopte.
- Cun: cuchucun, cuscun, cushcun, cuzcun.
- Del: bayandel, ibcadel, bocadel, casadel, duquirdel, gañadel, garudel, gualadel, gullandel, labadel, nonadel, pambadel, pucundel, putudel, quimandel, sabadel, susudel, shiñadel, tacadel, tardel.
- Deleg: bayandéleg, candéleg, chordeleg, gondeleg, gordeleg, gualadeleg, gualdeleg, guapondelig, guerdeleg, pindilig, sondeleg, shindeleg, shindilig,
- Pali: carapali, toctapali, tortapali, tutupali, zhinpali.
- Pud: ashapud, aypud, chalapud, chalpud, jazhapud, larapud, naspud, nudpud, nunpud, perpud, pichipud, rirpud, sarpud, sasapud, tegapud, zhirpud.
- Si: Alausi, chalagsi, chocarsi, doctaasi, ganasi, peleusi, pulusi, sayausi, togtesi, udusi.
- Shi: billgagshi, bormanshi, chobsi, ganshi, gashi, garaoshi, golashi, gulashi, gurshi, jalshi, joyacshi, llamagshi, llipshi, paullushi, pupashi, rishi, runshi, shalashi, shaushi, shirishi, shuishi, shullshi, tarabshi, tarushi, tocteshi, tushi, zhatashi, zhaurinshi.
- Zhun: bayanzhun, bayozhun, bulzhun, burashun, buyzhun, cagnzhun, pilzhun, pinazhun, quinazhun, shalashun.
- Tarqui: guapatarqui, guaguatarqui, tarqui.
- Sol: canazol, capzol, charasol, delegsol, gananzol, gonzol, moisol, pimonsol, pucarsol, soransol, toctezol, viezol.
- Zhapa: aroczhapa, gullanzhapa, lluzhapa, raquishapa, shaishapa, tacalshapa, uduzhapa.